# 帕纳县
15°40′08″N 104°51′24″E / 15.66895°N 104.85675°E
帕纳县（發音：[pʰā.nāː]）是泰国依善地区安纳乍伦府的一个县，1951年成为副县，1959年升级为县。面积235平方千米。2010年人口28001。海拔141米。下分4个区、56个村。